# Нюейсис (окръг, Тексас)
Окръг Нюейсис (на английски: Nueces County) е окръг в щата Тексас, Съединени американски щати. Площта му е 3020 km², а населението - 313 645 души (2000). Административен център е град Корпъс Кристи.